# Phenacorhamdia
Phenacorhamdia és un gènere de peixos de la família dels heptaptèrids i de l'ordre dels siluriformes.

## Taxonomia
- Phenacorhamdia anisura (Mees, 1987)
- Phenacorhamdia boliviana (Pearson, 1924)
- Phenacorhamdia hoehnei (Miranda Ribeiro, 1914)
- Phenacorhamdia macarenensis (Dahl, 1961)
- Phenacorhamdia nigrolineata (Zarske, 1998)[2]
- Phenacorhamdia provenzanoi (DoNascimiento & Milani, 2008)[3]
- Phenacorhamdia somnians (Mees, 1974)
- Phenacorhamdia taphorni (DoNascimiento & Milani, 2008)[3]
- Phenacorhamdia tenebrosa (Schubart, 1964)
- Phenacorhamdia unifasciata (Britski, 1993)[4][5][6][7][8][9][10]